# 춘천동원학교
춘천동원학교는 강원특별자치도 춘천시 신북읍 천전6리에 있는 공립 특수학교이다. 지적장애 학생을 위한 특수교육기관으로 유치부, 초등부, 중학부, 고등부, 전공과와 지체부자유 학생들을 위한 지체부(초,중,고)를 두고 있다.

## 연혁
- 1981년 10월 20일 : 개교